# سيرانوش أندراسيان
سيرانوش أندراسيان (بالإنجليزية: Siranush Andriasian) (بالأرمنية: Սիրանուշ Անդրիասյան، من مواليد 4 يناير 1986) وهي لاعبة شطرنج دولية وبطلة في الشطرنج ثلاث مرات كما فازت بالميدالية البرونزية في بطولة الشطرنج الأوروبية لفريق أرمينيا.

## حياتها العملية
حصلت أندراسيان على لقب "FIDE Women International Master" في عام 2005. فازت ببطولة الفتيات تحت سن 10 أعوام في عامي 1994 و 1995، وبطولة الفتيات تحت سن 14 عامًا في عامي 1999 و 2000، وبطولة الفتيات تحت سن 18 عامًا في عامي 2001 و 2004. في بطولة الشباب الأوروبية للشباب تحت سن 10 سنوات. وفازت أندراسيان ببطولة الشطرنج الأرمنية في ثلاث مرات في أعوام 2006 و 2007 و 2011. كما فازت بالمركز الثاني في عامي 2004 و 2005.
فازت بميدالية برونزية مع فريق الشطرنج الوطني للنساء الأرمن في بطولة الشطرنج الأوروبية عام 2007. كما شاركت أندراسيان في بطولة الفرق الأوروبية في عامي 2005 و 2009 وفي بطولة الشطرنج العالمية في عامي 2007 و 2009. مثلت أندرياسان الفريق الأرميني في أولمبياد الشطرنج 2004 وأولمبياد الشطرنج 2006 وأولمبياد الشطرنج 2008.

## إنجازاتها
- 1994 و 1995: فازت ببطولة أرمينيا تحت سن 10 أعوام.
- 1995: المركز الثالث في بطولة الشطرنج الأوروبية للشباب، تحت سن 10 أعوام.
- 1999، 2000: فازت ببطولة أرمينيا تحت 14 سنة.
- 2001، 2004: فازت ببطولة أرمينيا تحت 18 سنة.
- 2004: أصبحت نائبة نسائية لأرمينيا.
- 2005: حصلت على المركز الثالث في بطولة النساء في أرمينيا.
- 2006 و 2007 و 2011: بطل المرأة في أرمينيا.
- 2007: الميدالية البرونزية في بطولة الشطرنج الأوروبية للفريق.

## وصلات خارجية
- قالب:Fide
- صفحة اللاعب «سيرانوش أندراسيان» على موقع مباريات الشطرنج
- Chess Academy of Armenia
- 365Chess.com
- OlimpBase
- سيرانوش أندراسيان على موقع الاتحاد الدولي للشطرنج (الإنجليزية)
- سيرانوش أندراسيان على موقع مباريات الشطرنج (الإنجليزية)
- سيرانوش أندراسيان على موقع 365Chess.com (الإنجليزية)
- سيرانوش أندراسيان على موقع Chesstempo.com (الإنجليزية)
- سيرانوش أندراسيان سجل أولمبياد الشطرنج للسيدات على موقع OlimpBase.org (الإنجليزية)
- Ingrid Aliaga Fernández chess games at 365Chess.com